# 四阪 (海防艦)
四阪（しさか）は、日本海軍の海防艦。一般的には日振型海防艦の6番艦とされており、本艦を鵜来型海防艦に含める文献も存在するが、法令上は御蔵型海防艦の14番艦。艦名は、愛媛県の四阪島にちなむ。
第二次世界大戦後は中華民国海軍及び中国人民解放軍において1990年まで使用され、最も後年に退役した大日本帝国の艦艇となった。

## 建造に至る経緯
改⑤計画の海防艦、第5251号艦型の7番艦、仮称艦名第5257号艦として計画されたが、日立造船に建造が割り当てられた本艦は、用兵側から要望のあった掃海具を装備した通称「日振型」として建造されることとなった。なお、改⑤計画により日立造船で建造された久米以下6隻はマル急計画艦とは異なり、全艦が掃海具を装備せずに九四式爆雷投射機と三型爆雷装填台を1基ずつ増備して竣工している。

## 艦歴

### 起工-竣工-訓練
1944年8月21日、日立造船株式会社桜島造船所で起工。9月1日、四阪と命名され御蔵型に分類されて同級の14番艦に定められる。10月31日進水。12月15日竣工し、本籍を横須賀鎮守府、役務を横須賀鎮守府警備海防艦にそれぞれ定められる。同日付で呉防備戦隊に編入。16日、大阪を出港し、18日に呉に到着。23日まで基礎術力練成教育にあたる。24日、佐伯に到着し、26日まで対潜訓練隊で実戦訓練を行った。1945年1月14日からは豊後水道で出動訓練を行い、26日に横須賀鎮守府部隊に編入され、呉に回航。31日、呉を出港し、2月2日に横須賀に到着。

### 船団護衛
2月中句、御蔵島沖へ対潜掃討のために出撃。荒天の中、同海域において敵潜水艦を探知し、爆雷攻撃を行うが戦果は確認できなかった。2月16日、長浦に停泊中空襲を受け、対空戦闘を行なった。2月26日、第九青函丸（鉄道省、2,850トン）を護衛して出港。2隻は潜水艦が行動しにくい浅瀬を航行していたが、27日2002、千葉県勝浦沖で第九青函丸は濃霧により暗礁に乗り上げ、2250に沈没。四阪は乗組員の救助を行った後、同日中に館山に到着。3月1日、館山を出港し、2日に横須賀に到着。同日、伊豆諸島方面へ対潜掃討のため横須賀を出港するが、戦果を確認できなかった。四阪は八丈島に寄港し、8日に出港。10日に横須賀に到着した。
20日、貨物船九州丸（尼崎汽船、632トン）、1F型戦時標準貨物船東光丸（日本近海汽船、1,530トン）、冷凍船第一南陽丸（所属不明、451トン）からなる第3320船団を特設駆潜艇第二関丸（西大洋漁業、359トン）と共に護衛して横須賀を出港し、21日に八丈島に到着。24日、第一南陽丸単独からなる船団を護衛して八丈島を出港し、25日に館山に到着。その後横須賀に移動する。4月1日、陸軍の要請により横須賀を出港して東京湾口の対潜哨戒を行い、2日に下田に到着。
3日、1E型戦時標準貨物船第六雲洋丸（中村汽船、830トン）を護衛して下田を出港し、同日中に八丈島に到着。4日、第六雲洋丸を護衛して八丈島を出港し、同日中に下田に到着。5日、東光丸を護衛して下田を出港し、同日中に八丈島に到着。7日、1F型戦時標準貨物船第二日航丸（日の丸航運、490トン）を第74号海防艦と共に護衛して八丈島を出港。同日2030、第二日航丸が推進機を脱落したため、同船を曳航する。8日、館山に到着。9日、館山を出港し、10日に横須賀に到着。12日、横須賀と横浜の間を往復。13日、横須賀を出港し、東京湾口で対潜掃討を行ったが、戦果は確認できなかった。16日、横須賀に到着。21日から5月6日まで、横須賀海軍工廠で機関修理を受ける。16日、横須賀鎮守府長官戸塚道太郎中将ほかを便乗させて横須賀を出港し、三浦半島西方沖で特攻演習に参加する。17日、横須賀空襲の情報により浦賀に向かい、戸塚長官を降ろす。18日、浦賀から横須賀へ移動。20日、横須賀海軍工廠で機関修理を受ける。入渠中の29日に横浜大空襲により戦闘配置。
6月上句、近接中の敵艦隊撃滅のために伊豆七島方面に出撃するも会敵せず、敵駆逐艦の砲撃を受けて大破炎上中の輸送船の救援に向かい、横浜へ曳航。その後横浜から横須賀へ移動する。24日、特務艦宗谷、特設砲艦神津丸（大阪商船、2,721トン）、2A型戦時標準貨物船永観丸（日本郵船、6,903トン）からなる第1624船団を第51号駆潜艇と共に護衛して横須賀を出港。26日、北緯39度25分 東経142度04分 / 北緯39.417度 東経142.067度の岩手県大釜崎東方3.7km地点付近で米潜パーチー(USS Parche, SS-384)に発見される。1028、パーチーは神津丸へ向け魚雷を発射。神津丸の右舷中央部に魚雷2本が命中し、同船は轟沈した。続けて、1050にパーチーは永観丸へ向け魚雷を発射。永観丸の右舷2番船倉に魚雷が命中し、左舷に20度傾斜し船首が沈下した同船は近くのオーゴモリ礁に座礁。修理中の14日に暴風雨により船体切断の可能性が高まったため放棄された。宗谷は脱出して山田湾内に避難し、護衛艦は反撃を開始した。パーチーはマーク27音響探知式魚雷を第51号駆潜艇に対し発射したが、命中しなかった。そのためパーチーは深度90mに移動したが、宗谷と四阪、第51号駆潜艇が投下した67発もの爆雷の炸裂により浸水し、艦首を下にして安全深度を超える165mにまで沈んだ。ジャイロコンパスが故障し電動機も水を被ったが、これ以上の被害は受けなかった。四阪は翌日まで宗谷とともに反復攻撃を行ったところ海面に多量の油湧出を確認し撃沈と判断したが、実際には脱出されていた。宗谷を無事函館まで送り届けた後反転し、7月2日に横須賀に帰投。4日、横須賀空襲により長浦において対空戦闘を行う。15日、四阪は横須賀鎮守府部隊第一特攻戦隊に編入される。
8月上句、四阪は江の島沖で機雷敷設の仮浮標の設置作業を行い、8月5日に第37号海防艦と共に九十九里浜沖で機雷敷設隊の護衛を行う。6日、敷設艇巨済を護衛して横須賀に向かう途中、北緯34度52分 東経139度58分 / 北緯34.867度 東経139.967度の地点で米第58任務部隊の空襲を受けるが、被害はなかった。
8月15日の終戦時は東京湾口で対潜哨戒中で、同日中に横須賀に到着。16日に「米艦が発砲しつつ湾口に向うを認めたる時は、断乎これを撃滅すべし」の命令を受け湾口へ向け出港。17日に横須賀に到着。24日、東京湾へ向かう米艦隊への派遣軍使を乗せ横須賀を出港し、伊豆大島東方沖へ向かうが、暴風雨のため米艦隊の入港は延期となったため横須賀へ戻った。翌25日、再度軍使搭乗の要請を受けるも機関故障により出港できなかった。結局、この任務は駆逐艦初桜が行うこととなり、初桜は27日に相模湾で米艦隊と会合した。
11月30日、海軍省の廃止に伴い除籍された。終戦までの乗組員の戦死者は0人だった。

### 復員輸送
1945年12月1日、第二復員省の開庁に伴い、横須賀地方復員局所管の特別輸送艦に定められる。1946年4月1日から12月10日にかけ、グアム、ラボール、サイゴン、バンコク、コロ島、沖縄、宮古島各方面の復員輸送任務に従事。12月15日、特別保管艦に指定される。
1947年、本艦は戦時賠償艦として連合国へ引き渡されることとなった。米国、英国、ソ連、中国の四か国による賠償艦艇配分の会議に先立ち、残存する特別保管艦の視察点検が行わることとなったが、本艦は艦の状態が非常に良かった事から、駆逐艦雪風（陽炎型駆逐艦）と共に視察を受けるモデルシップ（最優秀艦）に指定された。
同年7月6日、特別輸送艦の定めを解かれ、上海にて雪風など旧日本海軍艦艇8隻とともに中華民国海軍に引き渡された。このとき引き渡された旧日本艦艇には「接一号」から「接八号」という仮の艦名が与えられ、四阪は「接四号」と名付けられた。

### 中華民国海軍/中国人民解放軍海軍
四阪は中華民国海軍において恵安と正式に命名された。恵安は日本海軍の45口径十年式12cm高角砲2門、仮称五式40mm機関砲2門、九六式25mm連装機銃4基8門を装備して再武装化され、海防第二艦隊（司令：林遵）に編入され、旗艦となった。
共産党軍が揚子江に迫った1949年初頭、国民党軍は共産党軍の渡江を防ぐために海防第二艦隊を中心に多数の艦艇を南京周辺に集めていたが、その殆どが日本からの賠償艦艇を再武装したものや終戦時に接収した日本の河川用艦艇、米国から引き渡された幾つかの砲艦であった。
4月21日、共産党軍は揚子江の渡江作戦を開始し、その日のうちに江陰要塞をはじめとする江岸各地の要塞や陣地が次々と寝返ったため、南京周辺の艦艇は封鎖されることになった。
23日、林遵司令は各艦艇を燕子磯付近に集結させた上で主要な艦艇長16人を集めて状況を説明し、話し合いの末投票で投降か脱出を決めることになった。結果は投降8票、脱出2票、棄権6票であり投降が決まったが投降したくない艦艇には脱出を認めた。信陽（旧初梅）、営口（旧67号海防艦）、威海（旧194号海防艦）、武陵（旧白埼）、逸仙などは脱出を選択し、中共軍の砲火のなかを脱出していった。林遵司令は脱出する艦艇を見送った後に以下25隻の艦艇とともに投降した。この日、投降した国民党軍第二艦隊を主戦力として中国人民解放海軍の創立が宣言された。
4月28日、投降した第二艦隊艦艇のうち恵安と吉安（旧85号海防艦）は燕子磯において国民党軍のB24爆撃機の爆撃で沈没した。
1953年12月24日、中国人民解放軍は恵安を浮揚して上海で修理、改装を行い1955年にそのままの艦名で就役させた。その後大改造を行いソ連製のB-34 100mm単装両用砲2門、V-11 M 37mm連装機銃6基12門、2M-3 25mm連装機銃3基6門を装備、上海および寧波を根拠地とする東海艦隊に編入、恵安の艦名のまま護衛艦として就役し艦番号218を与えられた。1961年には1954年の一江山島戦役で戦没した特設砲艦の瑞金の名を引き継いだ。毛沢東時代の中国海軍は魚雷艇や潜水艦を主戦力とする沿岸海軍を指向した（外洋海軍の建設を主張した彭徳懐が失脚したので）ため、水上艦艇の更新が進まず、日本製の海防艦が長らく使用された。鄧小平政権になると中国海軍は外洋海軍に方向転換し、旅大型駆逐艦や江滬型フリゲートなどの自国製の艦艇を次々と就役させた。1982年に他の日本製海防艦が一斉に退役する中、瑞金のみは中国海軍は人材育成のための練習用艦艇が不足していたために練習艦となり、同国海軍唯一の練習艦となった。1990年に後継の練習艦鄭和が就役したため退役。退役時の時点では数ある中国海軍艦艇の中でも最古参であり、民間に払い下げられていた巡洋艦重慶を別にすれば1949年4月23日の中国人民解放海軍創設以来の唯一の生き残りであった。
第二次世界大戦に参加した大日本帝国海軍艦艇の最後の生き残りとしては、現存唯一の旧海軍艦船である特務艦宗谷や1996年まで現存していた海防艦志賀があるが、現役の海軍艦艇として使用されたのは本艦が最後である。また、第二次世界大戦に参加した日本商船で、現役の商船として使用されたのは救助船秋津丸（日本サルヴェージ、610トン）が最後である。が最後である。四阪の艦名は海上自衛隊の掃海艇しさかに受け継がれた。

## 艦長
艤装員長
1. 佐々木善政 少佐：1944年11月15日[4] - 1944年12月15日

海防艦長/艦長
1. 佐々木善政 少佐/第二復員官：1944年12月15日[5] - 艦長 1945年12月1日 - 1945年12月15日
2. 菅原六郎 第二復員官：1945年12月15日[6] - 1946年1月14日[7]、以後2月5日まで艦長の発令無し。
3. 岡田靜一 第二復員官/第二復員事務官：1946年2月5日[8] - 1946年4月19日
4. 今西三郎 第二復員事務官：1946年4月19日[9] - 1946年5月5日[10]、以後5月10日まで艦長の発令無し。
5. 松下辰吉 第二復員事務官/復員事務官：1946年5月10日[11] - 1946年10月12日
6. 木村八郎 復員事務官：1946年10月12日[12] - 1946年12月28日[13]、以後1947年6月1日まで艦長の発令無し。
7. 冨士川賢次 復員事務官：1947年6月1日[14] - 1947年7月6日